# Vila Boa (Barcelos)
Vila Boa é uma localidade portuguesa da cidade e do Município de Barcelos que foi sede da extinta Freguesia de Vila Boa, freguesia que tinha 2,25 km² de área e 2 483 habitantes (2011), e, por isso, uma densidade populacional de 1 103,6 hab/km².
A Freguesia de Vila Boa foi extinta em 2013, no âmbito de uma reforma administrativa nacional, tendo sido agregada às freguesias de Barcelos, São Martinho de Vila Frescaínha e São Pedro de Vila Frescaínha, para formar uma nova freguesia denominada União das Freguesias de Barcelos, Vila Boa e Vila Frescainha (São Martinho e São Pedro) com sede em Barcelos.
Em Vila Boa fica situado o Estádio Cidade de Barcelos, utilizado pelo Gil Vicente Futebol Clube, atualmente a militar na Primeira Liga
Aparece pela primeira vez nas Inquirições de 1220 de D. Afonso II como «De Sancto Johanne de Tamial, da terra de Nevia».

## População
| População da freguesia de Vila Boa (1864 – 2011) | População da freguesia de Vila Boa (1864 – 2011) | População da freguesia de Vila Boa (1864 – 2011) | População da freguesia de Vila Boa (1864 – 2011) | População da freguesia de Vila Boa (1864 – 2011) | População da freguesia de Vila Boa (1864 – 2011) | População da freguesia de Vila Boa (1864 – 2011) | População da freguesia de Vila Boa (1864 – 2011) | População da freguesia de Vila Boa (1864 – 2011) | População da freguesia de Vila Boa (1864 – 2011) | População da freguesia de Vila Boa (1864 – 2011) | População da freguesia de Vila Boa (1864 – 2011) | População da freguesia de Vila Boa (1864 – 2011) | População da freguesia de Vila Boa (1864 – 2011) | População da freguesia de Vila Boa (1864 – 2011) |
| ------------------------------------------------ | ------------------------------------------------ | ------------------------------------------------ | ------------------------------------------------ | ------------------------------------------------ | ------------------------------------------------ | ------------------------------------------------ | ------------------------------------------------ | ------------------------------------------------ | ------------------------------------------------ | ------------------------------------------------ | ------------------------------------------------ | ------------------------------------------------ | ------------------------------------------------ | ------------------------------------------------ |
| 1864                                             | 1878                                             | 1890                                             | 1900                                             | 1911                                             | 1920                                             | 1930                                             | 1940                                             | 1950                                             | 1960                                             | 1970                                             | 1981                                             | 1991                                             | 2001                                             | 2011                                             |
| 251                                              | 277                                              | 269                                              | 310                                              | 334                                              | 331                                              | 448                                              | 616                                              | 830                                              | 1 020                                            | 736                                              | 827                                              | 1 652                                            | 1 640                                            | 2 483                                            |

## Resultados eleitorais

### Eleições autárquicas (Junta de Freguesia)
| Partido | %    | M    | %    | M    | %    | M    | %    | M    | %    | M    | %    | M    | %    | M    | %    | M    | %    | M    | %    | M    |
| Partido | 1976 | 1976 | 1979 | 1979 | 1982 | 1982 | 1985 | 1985 | 1989 | 1989 | 1993 | 1993 | 1997 | 1997 | 2001 | 2001 | 2005 | 2005 | 2009 | 2009 |
| ------- | ---- | ---- | ---- | ---- | ---- | ---- | ---- | ---- | ---- | ---- | ---- | ---- | ---- | ---- | ---- | ---- | ---- | ---- | ---- | ---- |
| IND     | 63,4 | 5    |      |      |      |      | 22,9 | 1    |      |      |      |      | 56,4 | 4    |      |      |      |      |      |      |
| PPD/PSD | 32,7 | 2    | 79,0 | 9    | 31,3 | 3    |      |      | 47,5 | 4    | 64,6 | 5    | 41,0 | 3    | 49,2 | 4    | 63,5 | 5    | 63,5 | 6    |
| PS      |      |      |      |      | 65,2 | 6    | 72,5 | 6    | 46,9 | 3    | 32,9 | 2    |      |      | 48,2 | 3    | 33,2 | 2    | 34,6 | 3    |